# Усень-Івановська сільська рада
Усе́нь-Іва́новська сільська рада (рос. Усень-Ивановский сельский совет) — муніципальне утворення у складі Белебеївського району Башкортостану, Росія. Адміністративний центр — село Усень-Івановське.

## Населення
Населення — 1115 осіб (2019, 1394 в 2010, 1479 в 2002).

## Склад
До складу поселення входять такі населені пункти:
| Населений пункт         | Населення, осіб (2002) | Населення, осіб (2010) |
| ----------------------- | ---------------------- | ---------------------- |
| Віровка, село           | 359                    | 357                    |
| Красна Зоря, присілок   | 50                     | 39                     |
| Пиж'яновський, присілок | 4                      | 3                      |
| Покровка, присілок      | 6                      | 4                      |
| Сосновий Бор, присілок  | 95                     | 90                     |
| Усень-Івановське, село  | 926                    | 882                    |
| Чермасан, присілок      | 39                     | 19                     |